# Яжберень
Яжберень (укр. Яжберень) — село на Украине, основано в 1814 году, находится в Народичском районе Житомирской области.
Код КОАТУУ — 1823786604. Население по переписи 2001 года составляет 222 человека. Почтовый индекс — 11421. Телефонный код — 4140. Занимает площадь 0,784 км².

## Адрес местного совета
11421, Житомирская область, Народичский р-н, с. Новый Дорогинь